# أرجون (دبابة)
أرجون  (بالإنجليزية: Arjun)‏ هي دبابة قتال رئيسية هندية أُدخلت في الخدمة في عام 2004.
يبلغ طول الدبابة 11 متراً وعرضها 4 أمتار وارتفاعها مترين، ينتجها مصنع المركبات الثقيلة، ويبلغ سعر الوحدة مايقارب 2.8 مليون دولار امريكي.[بحاجة لمصدر]

## معرض صور

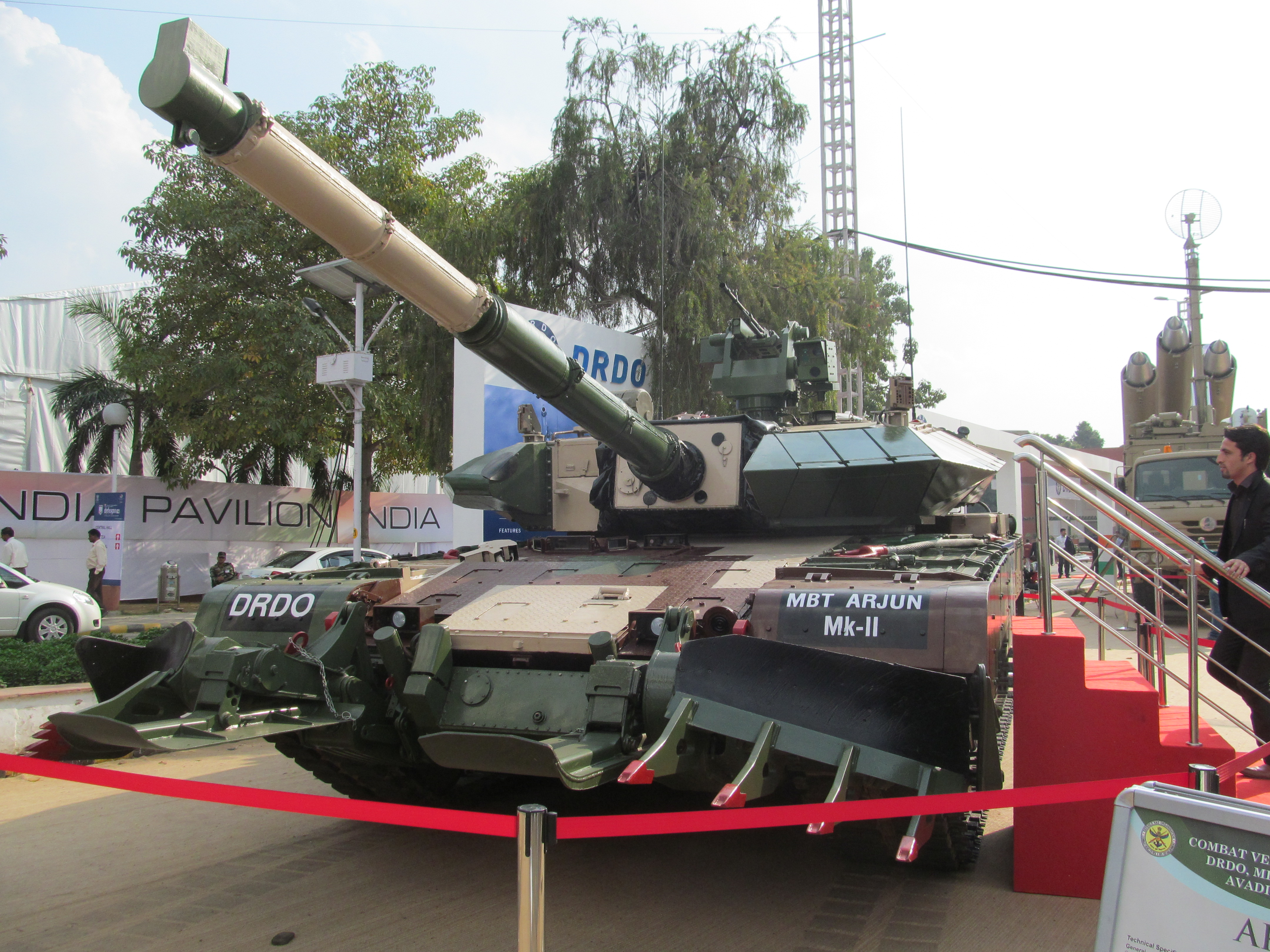
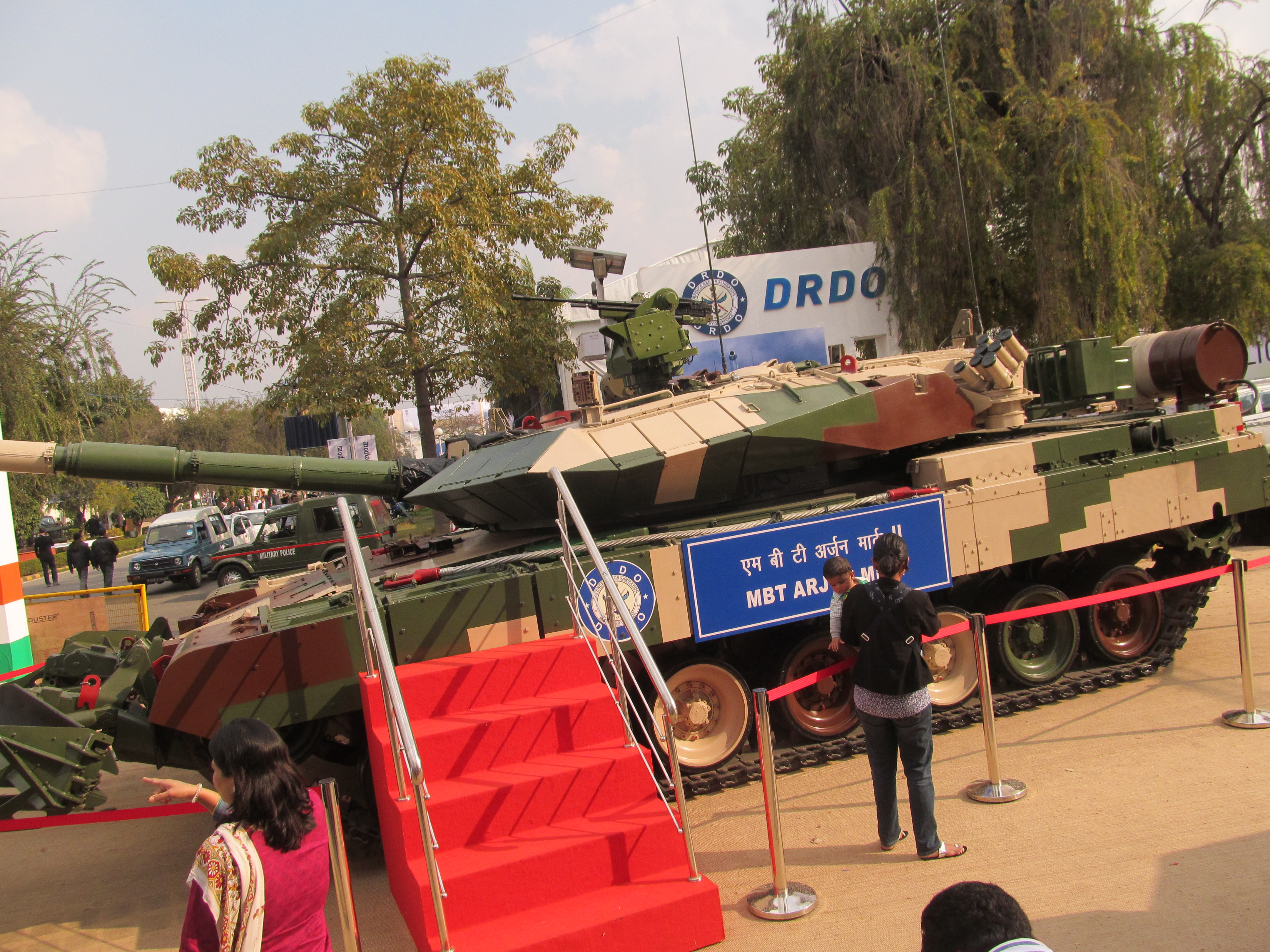
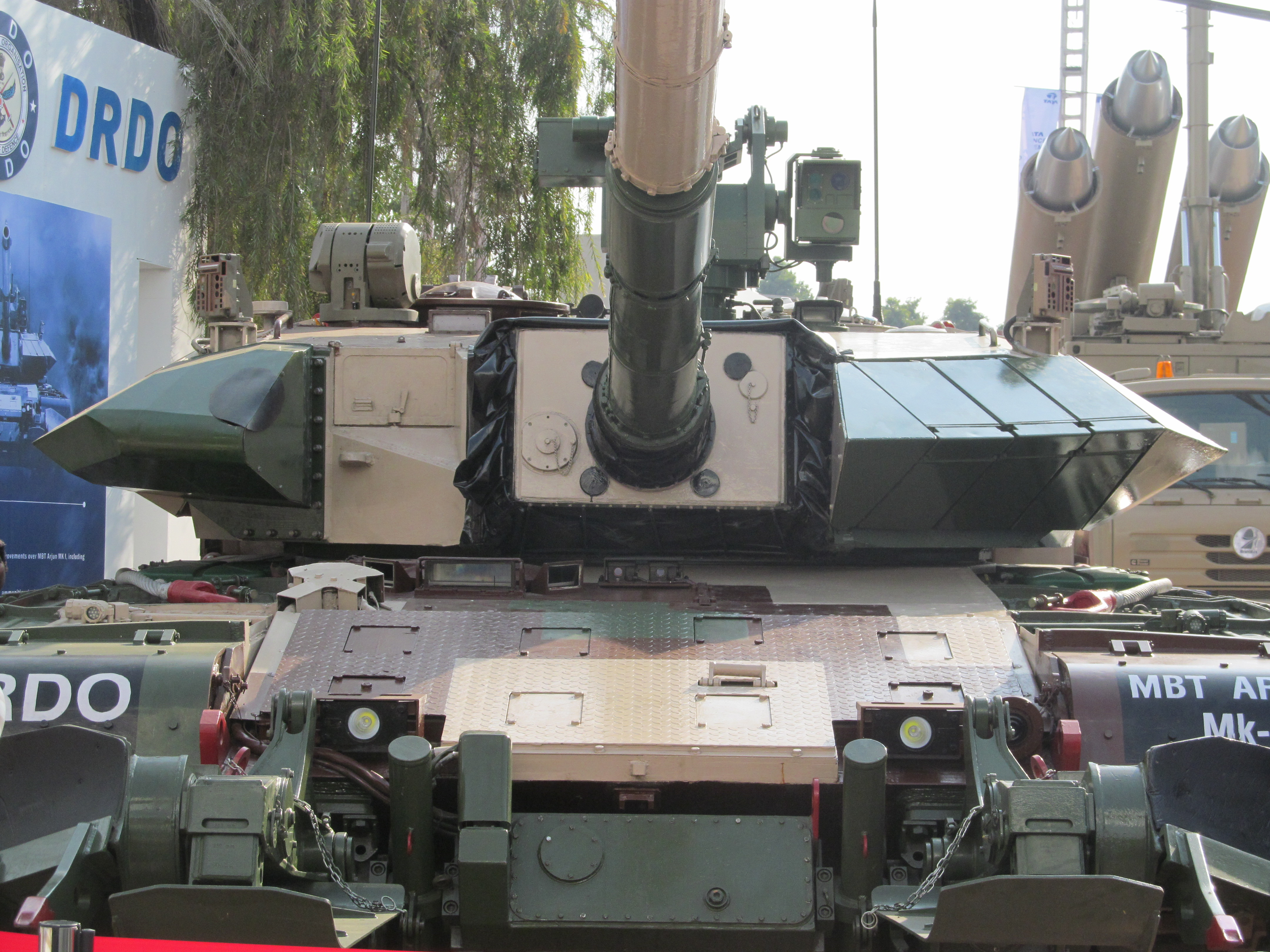
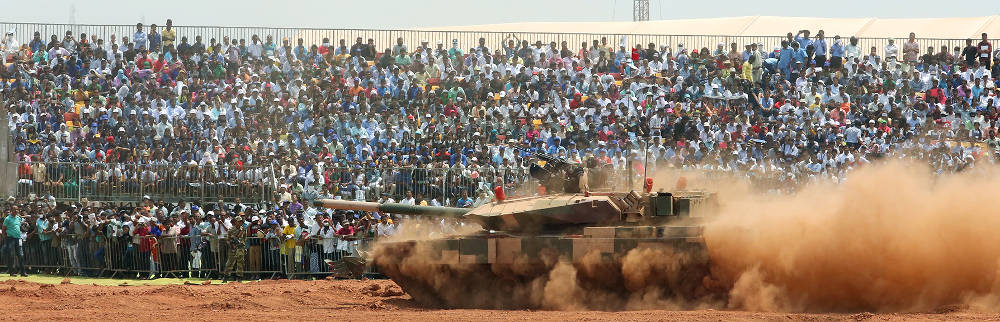
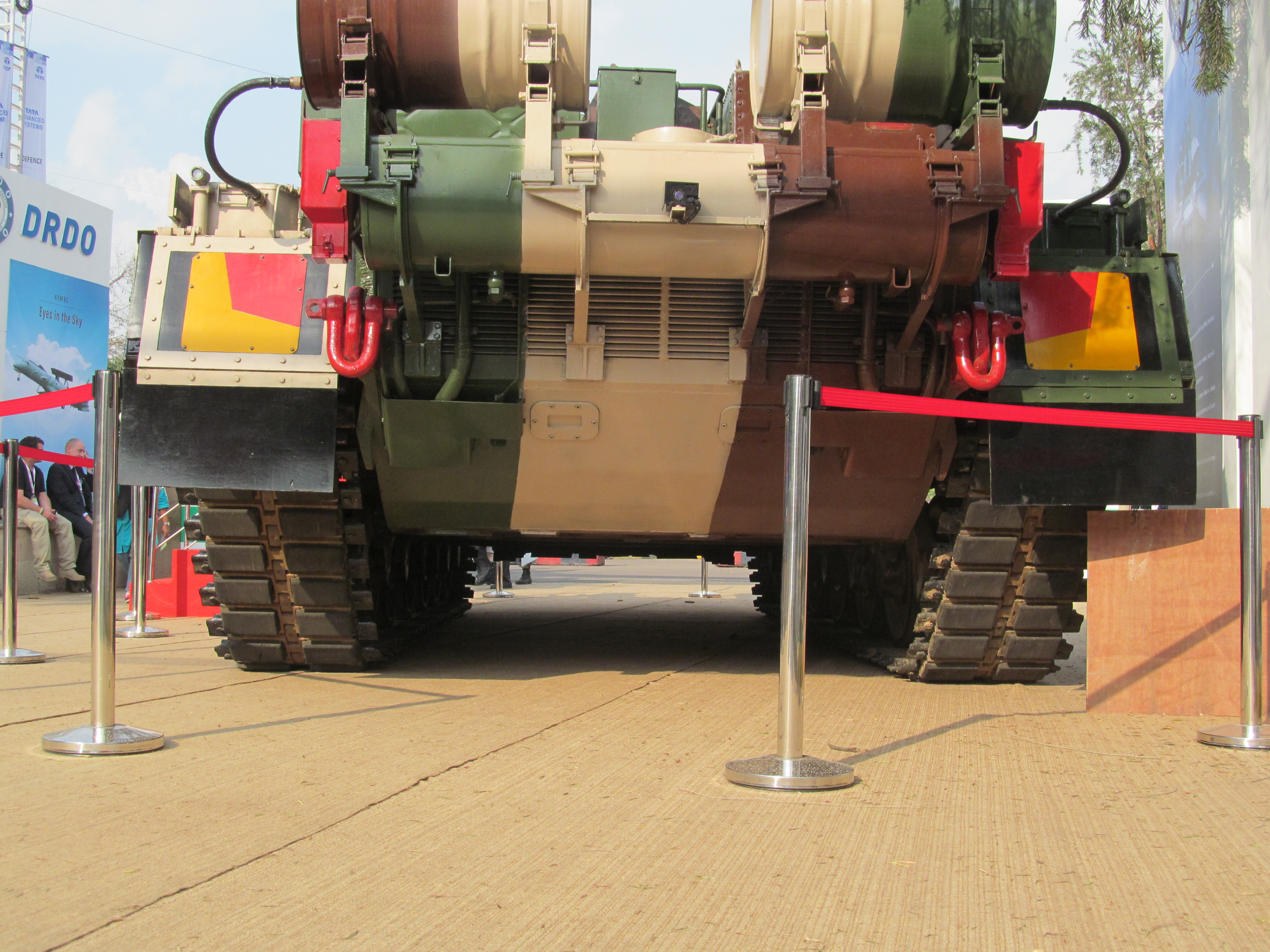